# Сдвиг Бецольда—Брюкке
Сдвиг Бецольда–Брюкке или эффект зависимости яркости от оттенка — это изменение восприятия оттенка при изменении интенсивности света в диапазоне дневного зрения. Феномен назван в честь Вильгельма фон Бецольда и Эрнста Вильгельма фон Брюкке. По мере увеличения интенсивности спектральные цвета больше смещаются в сторону голубого (если ниже 500 нм) или желтого (если выше 500 нм). При более низкой интенсивности доминирует ось красный/зеленый. Это означает, что красные цвета становятся более жёлтыми с увеличением яркости. Воспринимаемый оттенок света может изменяться по мере изменения его яркости, несмотря на то, что он сохраняет постоянный спектральный состав.
Сдвиг в оттенке цветов, который происходит по мере увеличения интенсивности соответствующего изменения энергии, существенно увеличивается, за исключением некоторых случаев, таких как изменение определенных неизменных оттенков (приближающихся к психологически первичным оттенкам). Бецольд и Брюкке работали над этим эффектом и внесли важный вклад в область оптических иллюзий.
Цветовое различие, или, точнее, различие оттенков, человеком зависит от яркости. При очень низкой яркости цветовой стимул между 380 нм и 480 нм вызывает валентность синего или фиолетового цвета, между 480 нм и 570 нм - валентность зеленого или жёлтого цвета, а между 570 нм и пределом длинноволновой видимости 760 нм - валентность красного или оранжевого цвета. По мере увеличения яркости различие улучшается: при яркости от 0,0015 кд/см² до 1 кд/см² можно различить 160 спектральных оттенков, плюс 30 оттенков пурпурного. Дифференциация улучшается при дальнейшем увеличении яркости, но снова снижается при высокой плотности. В диапазоне бликов можно воспринимать только желтовато-белый и голубовато-белый цвета. Некоторые испытуемые также могут воспринимать только яркий свет. Это явление называется феноменом Бецольда-Эбнея. В основе этой зависимости лежит различная светочувствительность палочек (скотопическое или ночное зрение) и колбочек глаза (фотопическое или дневное зрение), которые также чувствительны к цветовым раздражителям.
Этот эффект является проблемой для простых цветовых моделей в стиле HSV, которые рассматривают оттенок и интенсивность как независимые параметры. Напротив, модели цветового оформления пытаются учесть этот эффект.

## Количество теоретически возможных цветов
Для того чтобы оценить количество возможных "видимых" цветов, необходимо также учитывать насыщенность и яркость. Количество воспринимаемых уровней насыщенности для обычного наблюдателя опять же зависит от оттенка, например, обозначаемого как "цвет, эквивалентный длине волны", и является самым высоким в зеленом диапазоне. Число приблизительно от 4 до 25. В случае яркости можно задать несколько сотен уровней. Таким образом, число теоретически возможных цветов составляет несколько сотен тысяч. Однако в реальности возможно от 10 000 до нескольких десятков тысяч цветовых оттенков, различаемых по оттенку, насыщенности и яркости, которые, однако, зависят от других факторов, таких как окружающее освещение, психическое напряжение, состояние бодрствования, колористическая практика.
Для итальянских мастеров мозаики упоминается 30 000 различимых цветовых оттенков.